# رجل المستحيل
رجل المستحيل سلسلة قصص بوليسية مصرية من تأليف الدكتور نبيل فاروق تتكون من 160 عدداً، وصدر أول عدد منها بعنوان «الاختفاء الغامض» سنة 1984م، ولاقت نجاحًا متواصلاً في العالم العربي حتى العدد الأخير الذي أنتهتْ عنده السلسلة عام 2009.
أضاف المؤلف للسلسلة 14 عدداً خاصاً لتناول النواحي الجانبية في القصة كبدايات بطل السلسلة أدهم صبري، وهي ضمن إنتاجات «المؤسسة العربية الحديثة» في عدة سلاسل قصصية للشباب والناشئة بحجم الجيب «روايات مصرية للجيب».
تروي القصص مغامرات ضابط مخابرات مصري يدعى أدهم صبري يلقب برجل المستحيل، يجيد أدهم صبري كل فنون القتال، ويستخدم عدة أنواع من الأسلحة والمراكب والغواصات والطائرات، ويجيد التحدث بعدد من اللغات وبلهجات مختلفة، ويمتلك عددًا آخر من المهارات كالقدرة الفائقة على تقليد نبرة اصوات الأشخاص الذين يقابلهم، والتنكر وتقمص شخصية من أمامه، كما تلقى وسامته إعجاب الكثير من الشخصيات. يواجه أدهم صبري مؤامرات الاستخبارات الأجنبية والأخطار التي تهدد بلده مصر، في مغامرات تطوف أرجاء الأرض مصحوبًا بفريق عمله وأبرز أعضائه قدري ومنى توفيق.

## شخصيات سلسلة (رجل المستحيل)

### أدهم صبري

كتيبات رجل المستحيل في مكتبة تجارية

أدهم صبري هو رجل مخابرات مصري وطني جداً يعتمد كثيراً على مهاراته التي اكتسبها من العمل في المخابرات ومهاراته الرياضية المدهشة واستغلاله لسرعة استجابته الخارقة التي تمكنه من مقاتلة أعدائه بمنتهى المهارة. يلقب أدهم صبري رجل المستحيل داخل أروقة المخابرات بـ (ن-1) ن تعني نادر و1 تعني الأول من نوعه.
يتمتع أدهم صبري بالعديد من المواهب:
- يجيد كل الفنون القتالية إجادة تامة.
- يجيد التنكر بجميع أنواعه ويجيد أيضا صناعة أدوات تنكره ببراعة مضافًا إليه إجادة تقليد صوت الهدف وحتى نبرته المميزة، وكذلك تقمص الشخصية نفسيًا كأنه يتكلم بأسلوبه ويتحرك بطريقته مصدرًا نفس ردود الأفعال.
- بارع في استخدام جميع الأسلحة وقيادة المركبات سواء سيارات طائرات أو حتى غواصات.
- يتميز بسرعة استجابة عضلية وعصبية خرافية تمكنه من التفوق في القتال اليدوي بشكل تام.
- يجيد أكثر من 15 لغة اجنبية بجميع لهجاتها ولكناتها غير العربية إن لم يكن أكثر حسب الإحصائيات التي قام بها قراء هذه السلسلة.
- كما أنه إنسان وطني جداً لم يهمل الجانب الديني في شخصيته كإنسان مسلم حيث كان يظهر في بعض الأعداد وهو ملتزم بأداء الصلاة بين أحداث القصة.
- متفوق في التخطيط الاستراتيجي واكتشاف نقاط الضعف بأي نظام محكم، وسرعة وحسن التصرف في المواقف الصعبة وقدرات هائلة على سرعة الاستيعاب، والقدرة على الإرتجال والتطوير في أي وقت وتحت أي ظروف مفاجئة للبيئة المحيطة والتكيف معها وتسخيرها له كأدوات مساعدة لنجاح عملياته.
- خبرته بتقليد الخطوط وبعض الخبرات الكيميائية والتعامل مع الكمبيوتر، وكذلك إمكانية غير مسبوقة في القتال في مختلف أنواع البيئة المحيطة (حرب الغابات-حرب الصحراء-حرب الثلوج-حرب الشوارع-البيئة المائية-القتال الجوي).
- لم تظهر حتى الآن في رواياته رياضة سواء ترفيهية (كـالغولف) أو ذهنية (كـالشطرنج) أو عضلية (فنون القتال - سباحة - جمباز - إلخ) وإلا وكان يجيدها ببراعة منقطعة النظير.

### شخصيات رئيسية
- أدهم صبري: رجل المخابرات المصري الذي أثبت للجميع أنه حقًا يستحق لقب رجل المستحيل، كما أنه يمتاز بكل صفات الأخلاق والدين.
- منى توفيق: زميلة أدهم في معظم مهماته، وهي حبيبة أدهم وزوجته وقد أصيبت في الانفجار في قصة الوداع إلا أنها شفيت من إصاباتها، وأخذت ابن أدهم من إسرائيل وأعادته إلى أدهم في آخر عدد خاص صدر للرجل المستحيل (أدهم).
- سونيا جراهام : الإسرائيلية الشرسة وهي من ألد أعداء أدهم، وتزوجته عندما فقد الذاكرة في الأعداد 82 و 83، وقد أنجبا ولداً ويمثل كل من أدهم وسونيا قطب من قطبي السلسلة، وتعتبر سونيا غراهام من أكثر الشخصيات التي ظهرت في السلسلة، كما أنها خارقة الجمال، وهي كما قالوا عنها لها وجه نحتته الملائكة وقلب أبدعته الشياطين.
- قدري: صديق أدهم المفضل وهو خبير التزوير الماهر.
- دونا كارولينا: زعيمة المافيا وصديقة أدهم.

### شخصيات ثانوية
- الدكتور أحمد صبري: شقيق أدهم وقد نال جائزة نوبل.
- هويدا كمال: عملت مع أدهم ثلاث مغامرات فقط ثم صارت ممثلة.
- جيهان فريد: عملت مع أدهم أثناء مرض منى الطويل، وأصيبت إصابات خطيرة، وتم اختطافها من مستشفى دونا كارولينا التي أنقذتها مرة أخرى ثم أعادها أدهم مرة أخرى إلى مصر بطائرة تابعة لمؤسسة أميجو صاندو بعد صراع مع رجال دونا بعد اختلاف بينهم في العدد 144.
- حازم عبد الله: أحد أصدقاء أدهم لقي مصرعه أثناء مغامرة «الرصاصة الذهبية».
- حسام حمدي: رشح ليصبح ن2 بعد ظن مقتل أدهم ولكنه قتل في المغامرة (100) فداء لأدهم ومنى.
- فدوى: حبيبة أدهم السابقة التي عاشت مع أدهم صراع رهيب بينه وبين مخابرات ثلاث دول دفعة واحدة. لقت فدوى مصرعها في النهاية مما سبب لأدهم حزن عميق ورفض العمل مع النساء حتى جاءت منى.
- فريق المستحيل: يتكون من ريهام وعلاء وشريف، وهو فريق اختاره أدهم بعناية.
- نادية: هي فتاة المخابرات التي قضت نحبها بسبب انفجار سيارة الإسعاف التي كانت بها.

### شخصيات غير مصرية
- حاييم شيمون: ضابط مخابرات إسرائيلي عجوز هزمه رجل المستحيل عدة مرات في بداية السلسلة، متسبباً في تقاعده عن العمل في الموساد بعد ان أصيب بالعجز. لقي مصرعه على يد دونا ماريا في المغامرة رقم 12 «حلفاء الشر».
- كلوديا موريس: أو السنيورا كما يسمونها، وهي زميلة سونيا غراهام القديمة في منظمة ملائكة السلام، وهي شرسة الطبع بسبب إرسال أدهم إياها إلى سجن موسكو بعد فشل عملية الجاسوس ومقتل جوزفيين مونييه، شريكتهم الثالثة قتلها سيرجي كوربوف بعد أن سرقت مخططًا سريًا سوفيتيًا.
- سيرجي كوربوف: أحد أشجع رجال المخابرات السوفيتية الذي ناصب أدهم العداء ثم صادقه فيما بعد.
- موشي حاييم دزرائيلي: ضابط مخابرات إسرائيلي هزمه أدهم أكثر من مرة ويقارب أدهم في بعض مهاراته.
- إيفان إيفانوفيتش: زعيم المافيا الروسية الذي قتله أدهم.
- يورى إيفانوفيتش: شقيق إيفان العبقري المجنون الذي قتله أدهم.
- تيا: الصينية الحسناء التي كانت مساعدة الزعيمة الغامضة والمتسببة في إصابة منى وأدهم، وقد انتقم منها أدهم بسجنها في فرنسا بتهمة القتل والتجسس وحكم عليها بالإعدام في آخر الأعداد الخاصة «أدهم».
- بترو: هو الزنجي الذي كان يساعد أدهم حتى توفي في حادث انفجار السيارة مع نادية.
- جوزفين مونييه: هي فتاة الموساد التي قتلها سيرجى كوربوف لسرقة أسرار موسكو الحربية.
- مارسيل بيكر: هو ملك العصابات الذي ساعد سونيا وكلوديا وجوزفين مونييه في عملية ملائكة الجحيم، وكان مصيره في النهاية هو القبض عليه بعد أن سلم أدهم المستندات التي تكفي لإعدامه.
- يضاف هال وهانز ومائير شالوم التي واجههما أدهم صبري في إحدى رواياته، وكذلك عاصم بكري وهو صديق أدهم صبري وهو من السودان ويعرف بالقوة في القيادة ومهاراته لا تحصى.
- مستر إكس: هو زعيم منظمة اكس الغامضة التي واجهها أدهم في إحدى رواياته.

## آراء حول الشخصية

### المقارنة مع الأفلام البوليسية الغربية
تعرضت السلسلة للعديد من الانتقادات بأنها ليست سوى نسخة معربة لمغامرات جيمس بوند، حيث تتشابهان في كونهما يستعملان كمًا كبيرًا من المهارات والأسلحة للقضاء على الأعداء والنهايات السعيدة، لكن ينفي الكاتب والكثير من المعجبين أن تكون الروايات متأثرة بالأفلام الغربية، حيث يعتمد جيمس بوند على الاختراعات والحيل التكنولوجية التي يزوده بها جهاز المخابرات، وليس على قوته الجسدية والمهارية، كما أنه هناك فرق بين الشخصيتين من الناحية الأخلاقية، ف أدهم صبري يظهر في الروايات وهو يؤدي الصلاة بانتظام كما أنه شديد الإيمان بالله سبحانه وتعالى وبالقضاء والقدر، ونقطة ضعفه هي الكرامة الزائدة وكره القتل دون سبب ضروري وهي نفسها أسباب قوته، على عكس بوند الذي يظهر كـ زير نساء بعلاقاته الغرامية المتعددة. كما أن أدهم صبري يعتبر قدوة سواء من الناحية الدينية أو الوطنية أو الأخلاقية، فهو شديد الحب لوطنه والغيرة عليه كما لايدخن ولا يشرب الخمر، أما علاقته بمنى (زميلته) فهو دائما شديد التهذيب معها وعندما أحس بشعوره تجاهها لم يتردد في أن يتقدم لطلب يدها على الفور (لكن كان الرفض من جانبها بسبب كثرة الندوب في جسدها بعد استخراج الرصاصات منه، رغم عشقها العارم له)، كما يظهر احترام أدهم الشديد لذكرى والده ووالدته والتزامه الدائم بما لقنه إياه والده.

### أدهم صبري بين الواقع والخيال
د. نبيل فاروق يؤكد أنه اعتمد في كتاباته عن رجل المستحيل على شخصية حقيقية تقابل معها أثناء دراسته بكلية الطب وبالتحديد في السنة الأولى بمحض الصدفة، مما دفعه إلى حب هذا النوع من الأدب، ولقد ساعدته هذه الشخصية بعد ذلك والذي يرفض ذكر اسمها في الحصول على العديد من المعلومات عن عمليات قد تمت بواسطة المخابرات المصرية.
في العدد رقم 25 «أوراق بطل» من سلسله كوكتيل 2000 تحدث الدكتور نبيل فاروق عن علاقته بجهاز المخابرات العامة المصرية، ثم لقائه بالشخصية الحقيقة التي استوحى منها شخصية رجل المستحيل، تبعه بعد ذلك العدد 26 «الملحمة» من نفس السلسلة كوكتيل 2000 وتحدث فيها الرجل عن أولى عملياته الرسمية لجهاز المخابرات العامة المصرية وكانت في قلب إسرائيل، ومن خلال العددين تكونت عدة دلائل عن شخصية رجل المستحيل الحقيقية:
- اسمه الحقيقي يبدأ بحرفي الألف والصاد.
- ولد عام 1952.
- والده كان من الضباط الأحرار الذين قاموا بثورة يوليو 1952.
- منذ أن كان في الثالثة من عمره كان يجيد الإنجليزية وبعض الفرنسية، وكيفية فك وربط المسدسات وذلك برغبة من والده الذي أراد أن يصنع منه رجل مخابرات مثالي.
- عندما أصبح في الثامنة عشر من عمره أصبح يجيد خمس لغات أجنبية بلهجاتها المختلفة، بالإضافة إلى رياضات قتالية كالجودو والكاراتية والملاكمة والمصارعة.
- اغتيل والده إثر عملية أعدها له الموساد في إيطاليا ولكنها فشلت، ثم جرت له محاولة اغتيال أخرى في لندن حيث كان يعمل ملحق عسكري في السفارة المصرية حينذاك وكان ذلك عام 1969.
- تربت لديه (ألف صاد) غضب وكراهية للموساد وأصر على الانتقام، ومن ثم التحق بالكلية الحربية في نفس العام.
- تخرج فيها عام 1970 والتحق بقوات الصاعقة حيث اشترك في حرب الاستنزاف وكانت له بطولات عديدة فيها.
- عمل لدى المخابرات المصرية بصفة غير رسمية في عملية هامة خاصة بأنابيب النابلم وكان ذلك 1971 ولا تزال هذه العملية تندرج تحت بند «السرية التامة».
- شارك في حرب أكتوبر المجيدة وكان له بطولات كبيرة فيها، كعمليات الممرات التي ساهمت بشكل فعال في انتصار القوات المسلحة المصرية وحصل على وسام الاستحقاق من رئيس الجمهورية الراحل محمد أنور السادات.
- التحق (الف صاد) رسميا بجهاز المخابرات العامة المصرية عام 1973 ومنها أصبح رائد ومن ثم تتدرج في الرتب بسبب براعته اللافتة.
- كانت له مواجهات عديدة مع معظم أجهزة المخابرات الأجنبية كالموساد والـ(CIA) الأمريكية وال (KGB) السوفياتية، والمكتب الخامس الإنجليزي والمنظمات الجاسوسية والإجرامية الدولية عديدة تعد من الكيانات التي لم يحتك بها غيره.
- لا تزال جميع عملياته تحت بند «السرية التامة» ولا تزال السلطات المصرية تحيطه بسياج أمني كبير.
  - ألفت عنه إسرائيل كتاب بعنوان «البطل العدو the heroic enemy» وتسرد فيه بعض عملياته التي قام بها في إسرائيل وبعض آراء رجال الموساد عنه، وذكر فيه أن نسبة نجاحه في عملياته الاستخباراتية بلغت 100% وهي نسبة لم يصل لها أي جهاز مخابرات أخر في العالم حتى الآن والكتاب موجود بالجامعة العبرية في تل أبيب.

## أعداد رجل المستحيل

### الأعداد الرئيسية
1. شاركت منى توفيق وأدهم صبري في مهامه من المغامرة الأولى الاختفاء الغامض وحتى المغامرة 12 حلفاء الشر وتوقفت بعد إصابتها.
2. شاركت هويدا كمال وأدهم في العددين الثالث عشر أرض الأهوال، والرابع عشر عملية مونت كارلو، ثم استقالت من جهاز المخابرات المصري لتعمل بالسينما الفرنسية ثم شاركت أدهم بشكل غير رسمي في العدد السابع من سلسلة الأعداد الخاصة سري للغاية.
3. عادت منى توفيق لمشاركة أدهم في مهامه في العدد السادس عشر الخدعة الأخيرة.
4. كان أول لقاء بين أدهم صبري وسونيا جراهام عدوته اللدودة في العدد التاسع عشر أبواب الجحيم.
5. طلب أدهم صبري الزواج من منى توفيق في الأعداد 25 الخنجر الفضي، 37 مخلب الشيطان 44 العين الثالثة، 78 صحراء الدم، 100 الضربة القاصمة، 132 فريق المستحيل.
6. كانت صراعات أدهم صبري مع سونيا جراهام في الأعداد 19، 20، 22، 24، 25، 27، 30، 34، 37، 40، 41، 47، 48، 49، 50، 58، 59، 61، 62، 63، 68، 69، 70، 76، 77، 91، 92، 93، 94، 95، 96، 97، 98، 99، 100، 119، 120، 121، 127، 128، 129، 130، 131، 132، 133، 134، 146، 147، 148، 149، 150.
7. الأعداد التي سردت مغامرات أدهم صبري قبل التحاقه بالمخابرات العامة هي: 31 الخطوة الأولى، 32 خيط اللهب، 33 القوة أ.
8. فقدت منى توفيق ذاكرتها في العدد 46 لهيب الثلج.
9. كان أول لقاء بين أدهم صبري ودونا كارولينا في العدد 60 دونا كارولينا، وأصبح أدهم صديقاً للمافيا.
10. سردت الرواية 61 ملائكة الجحيم قصة أدهم صبري في صغره، وكيف دربه والده منذ أن كان في سن الثالثة من عمره، حتى أصبح يجيد كل هذه المهارات في سن صغيرة.
11. كان أول لقاء بين أدهم صبري وموشى حاييم دزرائيلي، عدوه الإسرائيلي اللدود، في العدد 65 الجليد المشتعل.
12. تمكن أدهم صبري من التخلص من موشى دزرائيلي في العدد 67 الجحيم المزدوج، لكنه لم يلق مصرعه وعاد إلى الصراع في العدد 91 الوجه الخفي، حتى لقي مصرعه تماماً في العدد 100 الضربة القاصمة، بعد أن قتل حسام حمدي معتقداً أنه أدهم ولكن شقيقه ( يارون حاييم دزرائيلي ) عاد في العدد 127 نقطة الضعف للأنتقام .
13. بعد أن قتل الموساد والده، أراد أدهم صبري الانتقام له في قصة 24 الضباب القاتل من اللورد لويد، ولكن أصيب سونيا اللورد برصاصة تستقر في عموده الفقري أثناء محاولتها قتل أدهم صبري ويتركه أدهم ليلقى حتفه على يد سونيا جراهام ويتوصل إلى أن قاتل والده هو مدير الموساد، فتوصل إليه في عقر داره لكنه تركه وعفا عنه وذلك في قصة 72 شريعة الغاب.
14. فقد أدهم صبري ذاكرته في العدد 81 الرجل الآخر، وتزوج سونيا جراهام في العدد 83 معركة القمة، واستعاد ذاكرته في العدد 84 جزيرة الجحيم، وأنجب ابن يدعى آدم من سونيا جراهام وقد ظل اسمه مجهول لفترة بالنسبة للقراء.
15. اعتقد القراء أن سونيا جراهام لقيت مصرعها مع ابن أدهم صبري في العدد 100 الضربة القاصمة، وتحطمت كف قدري اليمنى، وسقطت منى توفيق في غيبوبة عميقة، ثم عادت سونيا مرة أخرى مع ابنها في العدد 119 فوق القمة.
16. شاركت جيهان فريد أدهم صبري في مغامراته منذ العدد 104 الإعصار الأحمر حتى جرحت في العدد 117 عمالقة الجبال.
17. بعد أن كادت تحتضر في العدد 105 عقارب الساعة استيقظت منى توفيق من غيبوبتها في العدد 109 قبضة الشر.
18. ظهرت السنيورا في العدد 106 الأفعى وظلت غامضة حتى العدد 121 وجه الأفعى، حتى انكشفت واتضح أنها كلوديا موريس التي تسبب أدهم في اعتقالها في روسيا في العدد 63 الجاسوس.
19. ظهر فريق المستحيل الجديد الذي اختاره أدهم بنفسه في العدد 131 الحدود ويتكون من علاء و و شريف وريهام.
20. استشهد علاء برصاصة المافيا الروسية في مدينة الذئاب العدد 137
21. تنتهي أحداث السلسلة بانفجار في حفل زفاف أدهم و منى توفيق غامض النتائج في العدد 160.

### الأعداد الخاصة
عددها 16 عددًا تتناول عدة أحداث لم تتطرق لها الأعداد الرئيسية، مثل بدايات أدهم صبري في المخابرات:
- العدد 1 المعركة الكبرى: يرويه قدري لمنى توفيق؛ يسرد مغامرة أدهم صبري في شبابه، ولقائه بفدوى الحب الأول في حياته، حيث كان الصراع بين أقوى أجهزة المخابرات، وتنتهي المغامرة بمصرع فدوى بين يدي أدهم، ونجاحه في هزيمة أقوى أجهزة المخابرات.
- العدد 3 العميل: مغامرة أدهم صبري في شبابه، والتي يرويها قدري لمنى، أدهم صبري في مهمة لاسترجاع الجاسوس المصري الهارب لينال جزاءه.
- العدد 6 أسير الثلوج: مغامرة رجل المستحيل يرويها قدري لمنى، يخوض أدهم صبري مهمته وسط ثلوج سيبيريا المشتعلة.
- العدد 7 سري للغاية: هذه المغامرة أحداثها واقعية في عالم المخابرات؛ مهمة لأدهم صبري لاستعادة ميكروفيلم غاية في السرية والخطورة.
- العدد 8 الموت لا يأتي مرتين: هذه المغامرة أيضاً أحداثها واقعية في عالم المخابرات، مغامرة تبدأ بمصرع أدهم صبري ثم تكشف الخدعة بين صفحات الرواية، خدعة أنيقة بسيطة تحمل بصمات رجل المستحيل؛ صراع شائق بين الثلوج.
- العدد 9 المواجهة الأولى: تسرد المواجهة الأولى لأدهم صبري مع الموساد عندما كان عمره 17 عاماً، عندما سافر مع والده إلى باريس، ثم يكشف محاولة للموساد للقضاء على رجل سلطة فلسطيني، فخاض مغامرة لإنقاذه ونجح فيها كالمعتاد.
- العدد 11 عملية عنق الزجاجة: رجل واحد يكون صاحب النصر في معركة أكتوبر 1973م؛ رجل واحد يتمكن من نسف ممر متلا الذي كان العدو سيستخدمه للعبور؛ رجل واحد تمكن بعد مصرع جميع أفراد كتيبته من هزيمة الإسرائيليين؛ بالطبع هو رجل المستحيل أدهم صبري.
- العدد 12 الحصار: في أول زيارة له إلى الولايات المتحدة الأمريكية بعد التحاقه بجهاز المخابرات المصري، يجد أدهم صبري نفسه في مواجهة المخابرات المركزية الأمريكية وعملية إجرامية حقيرة، وكان عليه العمل بأسلوبه المميز ليحقق في النهاية ضربة ناجحة كالمعتاد.
- العدد 14 تحت علم مصر: أدهم صبري يخترق مفاعل ديمونة النووي الإسرائيلي بكل تحصيناته، ويخرج منه بمعلومات بالغة السرية ونجاح منقطع النظير في عملية استثنائية تحبس الأنفاس.
- العدد 16 البداية: يتحدث حول تفكير صبري والد أدهم في خلق أعظم رجل مخابرات في العالم، ثم اختياره لأدهم والعمليتين التي قام بهم في موسكو وباريس ومقابلة قدري له وظهور الطفلة سونيا جراهام.
- العدد 18 أنياب الأسد: بعد مقتل صبري والد أدهم في لندن يقرر أدهم الانتقام وتحدث مغامرة رهيبة في السفارة الإسرائيلية بباريس، تتسبب في فقدانه بعض الذاكرة وبداية عمل قدري في المخابرات العامة.
- العدد 20 الجحيم.
- العدد 21 البارون الأحمر: صراع أدهم مع البارون الأحمر الذي يريد شراء أرض أدهم بالمكسيك.
- العدد 23 أدهم: حيث يبحث قدري على أدهم ومنى بعد الانفجار.
- العدد 25 الموت في قطرة.
- العدد 26 خدعة القرن: عدد يتضح فيه أن كل ماحدث في عدد (أدهم) السابق مجرد تمثيلية من ابن مستر x، لتظن المخابرات المصرية ان أدهم حي فيتفرغ هو للبحث عنه وحده، إلا أن خدعته تنكشف ويظهر أدهم بشكل غير مباشر في النهاية.
- العدد 30 الكلمة الأخيرة.
- وهناك عددين كانت الرواية لرجل المستحيل ملف المستقبل:

1. العدد 4 الحلقة الجهنمية: هذا العدد الصيفي خاص جداً، يحتوي على روايات لسلاسل: (ملف المستقبل، زهور، أوسكار، فارس الأندلس، ع×2، رجل المستحيل، الحلقة الجهنمية).
2. العدد 5 الزهرة السوداء: هذا العدد خاص جداً أيضاً، وهو يضم روايات لسلاسل: (رجل المستحيل، البارون، كوكتيل 2000، أوسكار، ملف المستقبل، الزهرة السوداء).

وهناك سبعة أعداد لم تكن رواية لرجل المستحيل بل لملف المستقبل وهم:
1. العدد 2 بلا حدود: نور الدين وفريقه يواجهون المقاتلة م-1 التي تقاتل من أطلقوها، وتصيب العقول بجنون غامض وعجيب.
2. العدد 13 الطيف: نور وأكرم يواجهان نتيجة تجربة علمية رهيبة؛ طيف مجرم وحشي قاتل لا يقف في طريقه شيء، بدا وكأنه عاد من الموت لينتقم وبأسلوبه الشرس الرهيب.
3. العدد 15 س-18.
4. العدد 17 كائنات.
5. العدد 19 الجيل الثالث.
6. العدد 22 الشمس الباردة.
7. العدد 24 فجوة.

## ملخص الأعداد
الاختفاء الغامض: بدأت القصة بأن أدهم صبري يقفز من طائرة بمهارة واتقان، ثم يطلبه مدير المخابرات المصرية فأخبره ان الدكتور جمال عمار كان تصميما سريا للطائرة الجديدة وقد اقتربت تجاربه من النجاح، عندما سافر إلى فرنسا لحضور مؤتمر خاص بالطيران الحديث في باريس، وبرغم الحراسة المشددة عليه فلقد اختفى، فوكل آلية المهمة وأخبره أنه ستعمل معه فتاة اسمها منى توفيق، وهي أول فتاة تنضم إلى جهاز المخابرات المصرية وتتوالى الأحداث الشيقة والممتعة.

## وصلات خارجية
تحميل سلسلة رجل المستحيل
موقع روايات